# Mimetus laevigatus
Mimetus laevigatus es una especie de araña araneomorfa del género Mimetus, familia Mimetidae. Fue descrita científicamente por Keyserling en 1863.
Habita desde el Mediterráneo hasta Asia Central. Mide de 4 a 6 mm.